# Ванцаго
Ванцаго (итал. Vanzago) — коммуна в Италии, в провинции Милан области Ломбардия.
Население составляет 7616 человек (на 2004 г.), плотность населения составляет 1289 чел./км². Занимает площадь 6 км². Почтовый индекс — 20010. Телефонный код — 02.
Покровителями коммуны почитаются святой Ипполит Римский и святой Кассиан из Имолы. Праздник ежегодно празднуется 13 августа.